# Mutazione
Mutazione est un jeu vidéo indépendant d'aventure graphique conçu par le studio danois Die Gute Fabrik et publié le 19 septembre 2019. Le jeu est édité par Akupara Games et développé pour les plateformes macOS, Windows, PlayStation 4 et iOS, et depuis disponible sur Linux, Atari VCS, Nintendo Switch, et Xbox One. Présenté comme un soap opera, il met en scène le séjour d’une adolescente rendant visite à son grand-père dans une ancienne station balnéaire peuplée de mutants sympathiques.

## Synopsis
Kai, 15 ans, débarque à Mutazione, la communauté où vit son grand-père Nonno, cloué au lit par la maladie. Un siècle plus tôt, une météorite s’est écrasée sur cette station balnéaire des tropiques dont les survivants ont développé de curieuses mutations. Kai rencontre les membres de cette communauté amicale, découvrant petit à petit leurs secrets, et s’initie à la pratique toute particulière du jardinage musical.

## Développement
Le concept, l’univers et la trame de Mutazione sont imaginés par Nils Deneken, le fondateur de Die Gute Fabrik, dont les premières idées et croquis remontent à une dizaine d’années avant la sortie du jeu. Deneken prend aussi soin de toutes les illustrations et de l’aspect graphique du jeu. Il est rejoint par toute une équipe, dont Douglas Wilson, Christoffer Holmgård, Morten Mygind, Katrin-Anna Zibuschka et Óscar Losada à la conception et à la programmation. Les animateurs Anne Louise Laugesen et Esben Modvig mettent respectivement la nature et les personnages en mouvement,. C’est le musicien Alessandro Coronas qui compose la musique et s’occupe des sons,. À la narration, Mia Wewer et Hannah Nicklin développent l’histoire de Mutazione. Cette dernière notamment, autrice et narrative designer, planche durant les trois dernières années du projet au développement des personnages et à l’écriture des dialogues,. Elle devient finalement directrice du studio Die Gute Fabrik en 2019, peu avant la sortie du jeu,.
Le projet bénéficie de financements de la part de Sony, de l’Institut du film danois, du fond Creative Europe (en) de l’Union européenne, et du fond pour le jeu vidéo du Conseil nordique.
Annoncé en 2013, Mutazione est finalement publié le 19 septembre 2019, édité par Akupara Games. Des versions pour macOS, Windows, PlayStation 4 et iOS sont mises en ligne et vendues via Itch.io, GOG.com, Steam, Game Jolt, PlayStation Store et Apple Arcade. Des ports pour Linux, Atari VCS, Nintendo Switch et Xbox One ont depuis été réalisés.